# Пределы вычислений
Существует ряд фундаментальных физических и технических ограничений на объём вычислений или хранения данных, которые могут быть осуществлены при использовании массы, объёма или энергии данной величины:
- Предел Бекенштейна ограничивает количество информации, которое может храниться в объёме сферы, энтропией чёрной дыры, площадь горизонта событий которой равна площади сферы (площади, а не объёмы, потому что говорить об объёме чёрной дыры некорректно);
- Температура реликтового излучения Т (около 3 кельвинов) устанавливает нижний предел энергии, потребляемой для выполнения вычислений при одном переключении логического элемента, примерно в 4kT, где k — постоянная Больцмана. Если устройство при эксплуатации будет охлаждено ниже этой температуры, то энергия, расходуемая на охлаждение, будет превосходить эффект, получаемый от более низкой рабочей температуры;
- Предел Бремерманна — максимальная скорость вычислений автономной вычислительной системы в материальной вселенной, выводится из эйнштейновской эквивалентности массы-энергии и соотношений неопределённости Гейзенберга и составляет c2/h ≈ 1,36 × 1050 бит в секунду на килограмм[1][2];
- Теорема Марголуса — Левитина[англ.] устанавливает ограничение на максимальную скорость вычислений на единицу энергии: 4/h = 6 × 1033 операций в секунду на джоуль;
- Принцип Ландауэра устанавливает нижнюю границу потребления энергии для вычислений: {\displaystyle W=k_{\mathrm {B} }\,T\,\ln 2};
- Теория хаоса определяет, что в любой вычислительной системе предел несоответствия не должен превышать статический уровень.

Предложен ряд методов для производства вычислительных устройств и устройств хранения данных, которые по своим возможностям приближаются к фундаментальным физическим и техническим пределам:
- Гипотетически можно было бы использовать холодную компактную звезду в качестве хранилища данных, приводя её в возбужденные состояния, подобно атому или квантовой яме. Но поскольку никакие природные вырожденные звезды не охладятся до нужной температуры в течение длительного времени, такую звезду пришлось бы создавать искусственно. Кроме того, есть вероятность, что на поверхности нейтронных звезд нуклоны могут образовывать комплекс «молекул»[3], которые могут быть использованы для создания компьютрониума[4] на основе фемтотехнологии, который был бы более быстрым и более плотным, чем компьютрониум, созданный на основе нанотехнологий.
- В качестве хранилища данных и/или вычислительного устройства можно также использовать чёрную дыру, если будет разработана технология извлечения содержащейся в ней информации. Извлечение информации из чёрной дыры в принципе возможно (в частности, такое решение предложил Стивен Хокинг при разрешении информационного парадокса). Это позволит достичь плотности хранения информации, точно соответствующей пределу Бекенштейна. По расчётам профессора Массачусетского технологического института Сета Ллойда такой «предельный ноутбук», образованный путём сжатия 1 килограмма вещества в чёрную дыру радиуса 1,485 × 10−27 метров, просуществует только 10−19 секунд, после чего «испарится» в силу излучения Хокинга, но в течение этого сверхкороткого времени сможет вести вычисления со скоростью приблизительно 5 × 1050 операций в секунду, и, в конечном счете, выполнит около 1032 операций с 1016 бит (≈ 1 петабайт) информации. Ллойд отмечает, что «хотя этот гипотетический расчет выполняется на сверхвысоких плотностях и скоростях, общий объём данных, доступных для обработки, близок к тому, который обрабатывается на привычных нам компьютерах»[5].